# Campeonato Mundial de Voleibol Femenino Sub-18 de 2003
El VIII Campeonato Mundial de Voleibol Femenino Sub-18 se celebró en Polonia del 9 de agosto al 17 de agosto de 2003. Fue organizado por la Federación Internacional de Voleibol. El campeonato se jugó en la subsede de Wloclawek.

## Clasificaciones
| Confederación | Método de Clasificación                                     | Fecha                    | Lugar                           | Vacantes | Equipo                                                                                   |
| ------------- | ----------------------------------------------------------- | ------------------------ | ------------------------------- | -------- | ---------------------------------------------------------------------------------------- |
| FIVB          | Sede                                                        | 27 de junio de 2003      | Lausana, Suiza                  | 1        | Polonia                                                                                  |
| AVC           | Campeonato Asiático de Voleibol Femenino Sub-18 de 2003     | 20-27 de abril de 2003   | Sisaket, Tailandia              | 3        | China Tailandia China Taipéi                                                             |
| CAVB          | Campeonato Africano de Voleibol Femenino Sub-18 de 2002     | 07-10 de julio de 2002   | Sidi Bou Said, Túnez            | 2        | Egipto · Kenia                                                                           |
| CEV           | Campeonato Europeo de Voleibol Femenino Sub-18 de 2003      | 22 - 27 de abril de 2003 | Zagreb, Croacia                 | 7        | Croacia · Italia · Serbia y Montenegro · Rusia · Hungría · Bielorrusia · República Checa |
| CSV           | Campeonato Sudamericano de Voleibol Femenino Sub-18 de 2002 | 08 - 12 de mayo de 2002  | Barquisimeto , Venezuela        | 2        | Brasil · Venezuela                                                                       |
| NORCECA       | Campeonato NORCECA de Voleibol Femenino Sub-18 de 2002      | 01-5 de agosto de 2002   | Salt Lake City , Estados Unidos | 1        | Estados Unidos                                                                           |

## Equipos participantes
| Grupo A             | Grupo B   | Grupo C      | Grupo D         |
| ------------------- | --------- | ------------ | --------------- |
| Serbia y Montenegro | Polonia   | China        | Estados Unidos  |
| Croacia             | Tailandia | Italia       | Brasil          |
| Venezuela           | Rusia     | China Taipéi | República Checa |
| Kenia               | Egipto    | Hungría      | Bielorrusia     |

## Primera fase

### Grupo A

#### Clasificación
| Pos | Equipo              | PJ | PG | PP | SF | SC | PTS |
| --- | ------------------- | -- | -- | -- | -- | -- | --- |
| 1   | Croacia             | 3  | 3  | 0  | 9  | 0  | 6   |
| 2   | Serbia y Montenegro | 3  | 2  | 1  | 6  | 3  | 5   |
| 3   | Venezuela           | 3  | 1  | 2  | 3  | 7  | 4   |
| 4   | Kenia               | 3  | 0  | 3  | 1  | 9  | 3   |

#### Resultados
| Fecha    | Encuentro                       | Resultado | Set   | Set   | Set   | Set   | Set | Puntuación total | Reporte |
| Fecha    | Encuentro                       | Resultado | 1     | 2     | 3     | 4     | 5   | Puntuación total | Reporte |
| -------- | ------------------------------- | --------- | ----- | ----- | ----- | ----- | --- | ---------------- | ------- |
| 09-08-03 | Kenia - Serbia y Montenegro     | 0-3       | 12-25 | 11-25 | 07-25 |       |     | 30-75            | P2      |
| 09-08-03 | Croacia - Venezuela             | 3-0       | 25-14 | 25-17 | 25-19 |       |     | 75-50            | P2      |
| 10-08-03 | Serbia y Montenegro - Venezuela | 3-0       | 25-17 | 25-15 | 25–22 |       |     | 75-54            | P2      |
| 10-08-03 | Kenia - Croacia                 | 0-3       | 11-25 | 10-25 | 14–25 |       |     | 35-75            | P2      |
| 11-08-03 | Croacia - Serbia y Montenegro   | 3-0       | 25-22 | 25-17 | 25-20 |       |     | 75-59            | P2      |
| 11-08-03 | Venezuela - Kenia               | 3-1       | 23-25 | 25-11 | 25-15 | 25-14 |     | 98-65            | P2      |

### Grupo B

#### Clasificación
| Pos | Equipo    | PJ | PG | PP | SF | SC | PTS |
| --- | --------- | -- | -- | -- | -- | -- | --- |
| 1   | Rusia     | 3  | 3  | 0  | 9  | 2  | 6   |
| 2   | Polonia   | 3  | 2  | 1  | 7  | 5  | 5   |
| 3   | Tailandia | 3  | 1  | 2  | 6  | 7  | 4   |
| 4   | Egipto    | 3  | 0  | 3  | 1  | 9  | 3   |

#### Resultados
| Fecha    | Encuentro           | Resultado | Set   | Set   | Set   | Set   | Set   | Puntuación total | Reporte |
| Fecha    | Encuentro           | Resultado | 1     | 2     | 3     | 4     | 5     | Puntuación total | Reporte |
| -------- | ------------------- | --------- | ----- | ----- | ----- | ----- | ----- | ---------------- | ------- |
| 09-08-03 | Rusia - Egipto      | 3-0       | 25-12 | 25-16 | 25-11 |       |       | 75-39            | P2      |
| 09-08-03 | Polonia - Tailandia | 3-2       | 25-23 | 25-19 | 14-25 | 22-25 | 15-13 | 101-105          | P2      |
| 10-08-03 | Tailandia - Rusia   | 1-3       | 14-25 | 19-25 | 26–24 | 13-25 |       | 72-99            | P2      |
| 10-08-03 | Egipto - Polonia    | 0-3       | 07-25 | 21-25 | 14–25 |       |       | 42-75            | P2      |
| 11-08-03 | Tailandia - Egipto  | 3-1       | 25-08 | 25-15 | 21-25 | 25-09 |       | 96-57            | P2      |
| 11-08-03 | Rusia - Polonia     | 3-1       | 25-12 | 25-22 | 19-25 | 25-12 |       | 94-71            | P2      |

### Grupo C

#### Clasificación
| Pos | Equipo       | PJ | PG | PP | SF | SC | PTS |
| --- | ------------ | -- | -- | -- | -- | -- | --- |
| 1   | China        | 3  | 2  | 1  | 7  | 3  | 5   |
| 2   | Italia       | 3  | 2  | 1  | 8  | 4  | 5   |
| 3   | China Taipéi | 3  | 2  | 1  | 6  | 6  | 5   |
| 4   | Hungría      | 3  | 0  | 3  | 1  | 9  | 3   |

#### Resultados
| Fecha    | Encuentro              | Resultado | Set   | Set   | Set   | Set   | Set   | Puntuación total | Reporte |
| Fecha    | Encuentro              | Resultado | 1     | 2     | 3     | 4     | 5     | Puntuación total | Reporte |
| -------- | ---------------------- | --------- | ----- | ----- | ----- | ----- | ----- | ---------------- | ------- |
| 09-08-03 | China Taipéi - Italia  | 1-3       | 13-25 | 26-24 | 15-25 | 13-25 |       | 67-99            | P2      |
| 09-08-03 | China - Hungría        | 3-0       | 25-10 | 25-14 | 25-22 |       |       | 75-46            | P2      |
| 10-08-03 | China - China Taipéi   | 3-0       | 25-23 | 25-15 | 26-24 |       |       | 76-62            | P2      |
| 10-08-03 | Hungría - Italia       | 0-3       | 12-25 | 19-25 | 19-25 |       |       | 50-75            | P2      |
| 11-08-03 | Italia - China         | 2-3       | 25-22 | 25-12 | 17-25 | 27-29 | 10-15 | 104-103          | P2      |
| 11-08-03 | China Taipéi - Hungría | 3-0       | 25-15 | 25-23 | 25-22 |       |       | 75-60            | P2      |

### Grupo D

#### Clasificación
| Pos | Equipo          | PJ | PG | PP | SF | SC | PTS |
| --- | --------------- | -- | -- | -- | -- | -- | --- |
| 1   | Brasil          | 3  | 3  | 0  | 9  | 0  | 6   |
| 2   | Estados Unidos  | 3  | 2  | 1  | 6  | 3  | 5   |
| 3   | República Checa | 3  | 1  | 2  | 3  | 6  | 4   |
| 4   | Bielorrusia     | 3  | 0  | 3  | 0  | 9  | 3   |

#### Resultados
| Fecha    | Encuentro                        | Resultado | Set   | Set   | Set   | Set   | Set   | Puntuación total | Reporte |
| Fecha    | Encuentro                        | Resultado | 1     | 2     | 3     | 4     | 5     | Puntuación total | Reporte |
| -------- | -------------------------------- | --------- | ----- | ----- | ----- | ----- | ----- | ---------------- | ------- |
| 09-08-03 | Bielorrusia - Brasil             | 0-3       | 15-25 | 14-25 | 05-25 |       |       | 34-75            | P2      |
| 09-08-03 | República Checa - Estados Unidos | 1-3       | 25-22 | 24-26 | 20-25 | 11-25 |       | 80-98            | P2      |
| 10-08-03 | Brasil - Estados Unidos          | 3-0       | 25-14 | 25-17 | 25-22 |       |       | 75-53            | P2      |
| 10-08-03 | Bielorrusia - República Checa    | 2-3       | 23-25 | 25-23 | 20-25 | 25-23 | 15-17 | 108-113          | P2      |
| 11-08-03 | República Checa - Brasil         | 0-3       | 28-30 | 21-25 | 15-25 |       |       | 64-80            | P2      |
| 11-08-03 | Estados Unidos - Bielorrusia     | 3-0       | 25-22 | 25-22 | 25-10 |       |       | 75-54            | P2      |

#### Clasificación para la Segunda Fase
| – | Clasificado a cuartos de final.                                 |
| – | Clasificado a las eliminatorias por un pase a cuartos de final. |
| – | Eliminado de la Competencia.                                    |

## Segunda fase

### Grupo E
Los campeones de la serie A, B, C y D están clasificados directamente a cuartos de final, se enfrentan por una mejor ubicación. "A" vs "D" / "B" vs "C".

#### Resultados
| Fecha    | Encuentro        | Resultado | Set   | Set   | Set   | Set   | Set   | Puntuación total | Reporte |
| Fecha    | Encuentro        | Resultado | 1     | 2     | 3     | 4     | 5     | Puntuación total | Reporte |
| -------- | ---------------- | --------- | ----- | ----- | ----- | ----- | ----- | ---------------- | ------- |
| 13-08-03 | Brasil - Croacia | 3-2       | 25-16 | 25-18 | 19-25 | 23-25 | 15-12 | 107-96           | P2      |
| 13-08-03 | Rusia - China    | 3-2       | 25-27 | 25-19 | 25-19 | 22-25 | 16-14 | 113-104          | P2      |

### Grupo F
Los equipos ubicados en la 2ª y 3ª posición se enfrentan en eliminatorias. El equipo ganador pasa a cuartos de final mientras que el equipo que pierde se ubica automáticamente en la posición 9°. 

#### Resultados
| Fase            | Fecha    | Encuentro                       | Resultado | Set   | Set   | Set   | Set   | Set   | Puntuación total | Reporte |
| Fase            | Fecha    | Encuentro                       | Resultado | 1     | 2     | 3     | 4     | 5     | Puntuación total | Reporte |
| --------------- | -------- | ------------------------------- | --------- | ----- | ----- | ----- | ----- | ----- | ---------------- | ------- |
| Eliminatoria 1° | 13-08-03 | Tailandia - Serbia y Montenegro | 3-2       | 25-16 | 22-25 | 25-18 | 20-25 | 15-13 | 107-97           | P2      |
| Eliminatoria 2° | 13-08-03 | Venezuela - Estados Unidos      | 0-3       | 12-25 | 21-25 | 18-25 |       |       | 51-75            | P2      |
| Eliminatoria 3° | 13-08-03 | Polonia - China Taipéi          | 3-1       | 25-19 | 25-22 | 22-25 | 25-17 |       | 97-83            | P2      |
| Eliminatoria 4° | 13-08-03 | República Checa - Italia        | 2-3       | 23-25 | 25-19 | 19-25 | 25-21 | 06-15 | 100-104          | P2      |

## Fase final

### Por el 1° y 3° puesto
|  | Cuartos de final       | Cuartos de final       |                        |                | Semifinales            | Semifinales            |  |  | Final                  | Final |
|  |                        |                        |                        |                |                        |                        |  |  |                        |       |
|  | 15 de agosto - Polonia |                        |                        |                |                        |                        |  |  |                        |       |
|  |                        |                        |                        |                |                        |                        |  |  |                        |       |
|  | Estados Unidos         | 3                      |                        |                |                        |                        |  |  |                        |       |
|  | Estados Unidos         | 3                      | 16 de agosto - Polonia |                |                        |                        |  |  |                        |       |
|  | Rusia                  | 2                      |                        |                |                        |                        |  |  |                        |       |
|  | Rusia                  | 2                      | Italia                 | 3              |                        |                        |  |  |                        |       |
|  | 15 de agosto - Polonia |                        | Italia                 | 3              |                        |                        |  |  |                        |       |
|  |                        | Estados Unidos         | 1                      |                |                        |                        |  |  |                        |       |
|  | Italia                 | Estados Unidos         | 1                      | 3              |                        |                        |  |  |                        |       |
|  | Italia                 |                        | 17 de agosto - Polonia | 3              |                        |                        |  |  |                        |       |
|  | Croacia                | 2                      |                        |                |                        |                        |  |  |                        |       |
|  | Croacia                | 2                      | China                  | 3              |                        |                        |  |  |                        |       |
|  | 15 de agosto - Polonia |                        | China                  | 3              |                        |                        |  |  |                        |       |
|  |                        | Italia                 | 2                      |                |                        |                        |  |  |                        |       |
|  | Tailandia              | Italia                 | 2                      | 1              |                        |                        |  |  |                        |       |
|  | Tailandia              | 16 de agosto - Polonia |                        | 1              |                        |                        |  |  |                        |       |
|  | Brasil                 | 3                      |                        |                |                        |                        |  |  |                        |       |
|  | Brasil                 | 3                      | China                  | 3              | Tercer y cuarto puesto | Tercer y cuarto puesto |  |  |                        |       |
|  | 15 de agosto - Polonia |                        | China                  | 3              | Tercer y cuarto puesto | Tercer y cuarto puesto |  |  |                        |       |
|  |                        | Brasil                 | 2                      |                |                        |                        |  |  |                        |       |
|  | Polonia                | Brasil                 | 2                      | 2              | Brasil                 | 3                      |  |  |                        |       |
|  | Polonia                |                        |                        | 2              | Brasil                 | 3                      |  |  |                        |       |
|  | China                  | 3                      |                        | Estados Unidos | 1                      |                        |  |  |                        |       |
|  | China                  | 3                      |                        |                | 1                      |                        |  |  |                        |       |
|  |                        |                        |                        |                |                        |                        |  |  | 17 de agosto - Polonia |       |
|  |                        |                        |                        |                |                        |                        |  |  |                        |       |

### Cuartos de final
| Fecha    | Encuentro              | Resultado | Set   | Set   | Set   | Set   | Set   | Puntuación total | Reporte |
| Fecha    | Encuentro              | Resultado | 1     | 2     | 3     | 4     | 5     | Puntuación total | Reporte |
| -------- | ---------------------- | --------- | ----- | ----- | ----- | ----- | ----- | ---------------- | ------- |
| 15-08-03 | Estados Unidos - Rusia | 3-2       | 25-20 | 25-16 | 19-25 | 22-25 | 18-16 | 107-102          | P2      |
| 15-08-03 | Italia - Croacia       | 3-2       | 19-25 | 28-26 | 23-25 | 25-19 | 15-13 | 110-108          | P2      |
| 15-08-03 | Tailandia - Brasil     | 1-3       | 20-25 | 25-21 | 21-25 | 26-28 |       | 92-99            | P2      |
| 15-08-03 | Polonia - China        | 0-3       | 19-25 | 20-25 | 10-25 |       |       | 49-75            | P2      |

### Semifinales
| Fecha    | Encuentro               | Resultado | Set   | Set   | Set   | Set   | Set   | Puntuación total | Reporte |
| Fecha    | Encuentro               | Resultado | 1     | 2     | 3     | 4     | 5     | Puntuación total | Reporte |
| -------- | ----------------------- | --------- | ----- | ----- | ----- | ----- | ----- | ---------------- | ------- |
| 16-08-03 | Italia - Estados Unidos | 3-0       | 25-11 | 25-18 | 25-21 |       |       | 75-50            | P2      |
| 16-08-03 | China - Brasil          | 3-2       | 23-25 | 25-18 | 25-19 | 25-27 | 15-07 | 113-96           | P2      |

### 3° Puesto
| Fecha    | Encuentro               | Resultado | Set   | Set   | Set   | Set   | Set | Puntuación total | Reporte |
| Fecha    | Encuentro               | Resultado | 1     | 2     | 3     | 4     | 5   | Puntuación total | Reporte |
| -------- | ----------------------- | --------- | ----- | ----- | ----- | ----- | --- | ---------------- | ------- |
| 17-08-03 | Brasil - Estados Unidos | 3-1       | 16-25 | 25-16 | 25-20 | 25-18 |     | 91-78            | P2      |

### 1° Puesto
| Fecha    | Encuentro      | Resultado | Set   | Set   | Set   | Set   | Set   | Puntuación total | Reporte |
| Fecha    | Encuentro      | Resultado | 1     | 2     | 3     | 4     | 5     | Puntuación total | Reporte |
| -------- | -------------- | --------- | ----- | ----- | ----- | ----- | ----- | ---------------- | ------- |
| 17-08-03 | China - Italia | 3-2       | 17-25 | 15-25 | 25-23 | 25-16 | 15-08 | 97-97            | P2      |

### Por el 5° y 7º puesto
|  | Semifinales 5° - 7° | Semifinales 5° - 7° |   |         | 5º puesto | 5º puesto |  |
|  |                     |                     |   |         |           |           |  |
|  |                     |                     |   |         |           |           |  |
|  |                     |                     |   |         |           |           |  |
|  | Rusia               | 0                   |   |         |           |           |  |
|  | Croacia             | 3                   |   |         |           |           |  |
|  |                     |                     |   |         |           |           |  |
|  |                     |                     |   |         |           |           |  |
|  |                     |                     |   |         | Tailandia | 1         |  |
|  |                     | Croacia             | 3 |         |           |           |  |
|  |                     |                     |   |         |           |           |  |
|  |                     |                     |   |         |           |           |  |
|  |                     |                     |   |         | 7º puesto |           |  |
|  |                     |                     |   |         |           |           |  |
|  | Tailandia           | 3                   |   | Polonia | 1         |           |  |
|  | Polonia             | 1                   |   |         | Rusia     | 3         |  |

### Clasificación 5°-8°
| Fecha    | Encuentro           | Resultado | Set   | Set   | Set   | Set   | Set | Puntuación total | Reporte |
| Fecha    | Encuentro           | Resultado | 1     | 2     | 3     | 4     | 5   | Puntuación total | Reporte |
| -------- | ------------------- | --------- | ----- | ----- | ----- | ----- | --- | ---------------- | ------- |
| 16-08-03 | Rusia - Croacia     | 0-3       | 11-25 | 26-28 | 21-25 |       |     | 58-78            | P2      |
| 16-08-03 | Tailandia - Polonia | 3-1       | 25-21 | 18-25 | 25-22 | 25-23 |     | 93-91            | P2      |

### Clasificación 7°
| Fecha    | Encuentro       | Resultado | Set   | Set   | Set   | Set   | Set | Puntuación total | Reporte |
| Fecha    | Encuentro       | Resultado | 1     | 2     | 3     | 4     | 5   | Puntuación total | Reporte |
| -------- | --------------- | --------- | ----- | ----- | ----- | ----- | --- | ---------------- | ------- |
| 17-08-03 | Polonia - Rusia | 1-3       | 23-25 | 21-25 | 25-16 | 18-25 |     | 87-91            | P2      |

### Clasificación 5°
| Fecha    | Encuentro           | Resultado | Set   | Set   | Set   | Set   | Set | Puntuación total | Reporte |
| Fecha    | Encuentro           | Resultado | 1     | 2     | 3     | 4     | 5   | Puntuación total | Reporte |
| -------- | ------------------- | --------- | ----- | ----- | ----- | ----- | --- | ---------------- | ------- |
| 17-08-03 | Tailandia - Croacia | 1-3       | 28-26 | 17-25 | 14-25 | 16-25 |     | 75-101           | P2      |

## Podio
| China     |
| 2º Título |
| China     |

## Clasificación general
| Pos | Equipo                                                     |
| --- | ---------------------------------------------------------- |
| 1   | China                                                      |
| 2   | Italia                                                     |
| 3   | Brasil                                                     |
| 4   | Estados Unidos                                             |
| 5   | Croacia                                                    |
| 6   | Tailandia                                                  |
| 7   | Rusia                                                      |
| 8   | Polonia                                                    |
| 9   | China Taipéi República Checa Serbia y Montenegro Venezuela |
| 13  | Bielorrusia Egipto Hungría Kenia                           |

## Distinciones individuales
| - MVP - Senna Usic (CRO) - Mejor Atacante - Yang Yanan (CHN) - Mejor Bloqueadora - Adenizia Silva (BRA) - Mejor Anotadora - Jordan Larson (USA) | - Mejor Defensa - Marina Ballarini (ITA) - Mejor Armadora - Anna Manikowska (POL) - Mejor Recepción - Senna Usic (CRO) |

| Predecesor: Croacia 2001 | Campeonato Mundial de Voleibol Femenino Sub-18 Polonia 2003 | Sucesor: Macao 2005 |

- Datos: Q2954065